# روبرت جيمس كارلسون
روبرت جيمس كارلسون (بالإنجليزية: Robert James Carlson)‏ هو كاهن كاثوليكي أمريكي، ولد في 30 يونيو 1944 في منيابولس في الولايات المتحدة.